# 97P/Меткалфа — Брюингтона
Комета Меткалфа — Брюингтона (97P/Metcalf-Brewington) — короткопериодическая комета из семейства Юпитера, которая была обнаружена 15 ноября 1906 года американским астрономом Дональдом Макхольцем. На момент открытия она находилась в созвездии Эридана и была описана как диффузный объект 12,0 m звёздной величины с центральной конденсацией 2 ' угловых минут в поперечнике. Она широко наблюдалась, но только до 16 января 1907 года, вследствие чего точно рассчитать орбитальный период так и не удалось. Комета оказалась потеряна на долгие десятилетия, пока 7 января 1991 года она, наконец, не была найдена Говардом Брюингтоном в виде диффузного объекта с центральной конденсацией яркостью 9,8 m. Комета обладает довольно коротким периодом обращения вокруг Солнца — чуть менее 10,5 лет.

Орбита кометы Меткалфа — Брюингтона и её положение в Солнечной системе

## История наблюдений
Первая гиперболическая орбита была рассчитана уже 28 ноября 1906 года, чуть позже, к декабрю, появились расчёты первой эллиптической орбиты с датой прохождения перигелия 16 октября 1906 года на расстоянии 1,63 а. е. и орбитальным периодом 7,77 года. Однако, более поздние расчёты показали, что следующее возвращение в перигелий следует ожидать лишь в июне 1915 года. Но в 1915 году обнаружить комету не удалось. Зато расчёты, проведённые в 1922 году Джеральдом Мертоном, показали, что 15 сентября 1911 года комета могла пройти в 0,86 а. е. от Юпитера, что могло привести к изменению её орбиты. Но даже с учётом этих допущений поиски 1922 года ничего не дали. Безрезультатными оказались поиски и в последующие годы. 
Очередная попытка вычислить орбиту кометы была предпринята в 1975 году советскими астрономами В. В. Емельяненко, Н.Ю. Горяйнова и Н.А. Беляева. Они подтвердили сближение 1911 года, но добавили в расчёты менее тесные сближения августа 1935 года (1,17 а. е.) и августа 1969 года (1,05 а. е.). Согласно этим данным ближайший перигелий должен быть пройден кометой 20 июня 1975 года. Но и в этот раз обнаружить комету не удалось. Последняя неудачная попытка найти комету состоялась в 1983 году Джефф Джонстон и Майкл Кэнди. И в начале января действительно был найден объект 15,0 m звёздной величины, но более тщательный анализ показал, что это являлось всего лишь дефектом плёнки.
По-настоящему найти комету удалось лишь 5 января 1991 года Говарду Брюингтону, через два дня после прохождения кометой точки перигелия, когда её яркость выросла до 9,0 m звёздной величины. А ещё раньше 16 сентября 1990 года комета прошла мимо Земли на расстоянии 1,0425 а. е. Это было не последнее её сближение на этом витке — спустя два года 28 марта 1993 комета прошла всего в 0,11 а. е. (16,5 млн км) от Юпитера. В результате орбитальный период увеличился примерно до 10,5 лет, а расстояние до перигелия до 2,61 а. е.
В очередной раз комета была обнаружена 1 сентября 2000 года в ходе рутинного поиска астероида в рамках программы LINEAR. Её яркость составляла 19,0 m, а местоположение отличалось от прогнозируемого на 1,1 °, что требовало коррекции на +3,5 суток.